# Gastón Pacioni
Gastón Pacioni (n. 12 de diciembre de 1978, San Isidro, Provincia de Buenos Aires) es un piloto argentino de automovilismo de velocidad. Desarrolló su carrera deportiva compitiendo en las divisionales TC Pista, Top Race Junior y Top Race Series. Debutó en el TC Pista en el año 2000, compitiendo en esta divisional hasta el año 2007 con pocas participaciones en las distintas temporadas. En 2008 debutó en la divisional Top Race Junior, compitiendo en la misma hasta el año 2012 en el que ascendió a la Top Race Series. Combinando sus participaciones en el Top Race Junior y el Top Race Series, es uno de los pilotos con mayor número de participaciones, habiendo alcanzado las 52 presencias hasta el año 2013.
Entre sus relaciones personales, su padre José Pacioni fue navegante del piloto Nasif Estéfano en el Turismo Carretera, con quien en 1973 tuvieran el infortunado accidente que llevó a Estéfano a convertirse en el primer campeón post mortem del TC.

## Carrera deportiva
Sus inicios tuvieron lugar en la divisional TC Pista de la Asociación Corredores de Turismo Carretera, donde debutó en el año 2000 al comando de un Ford Falcon con el que desarrolló 3 competencias. Su participación en esta divisional se desarrolló hasta el año 2007, con esporádicas participaciones y pocos resultados. Tras esta incursión, en el año 2008 decidió cambiar de aires pasando a competir en la divisional Top Race Junior, donde debutó al comando de un Chevrolet Vectra II. Fue en esta categoría donde comenzaría a ganar notoriedad gracias a sus participaciones, entre las que alcanzaría su primer podio en el año 2010. Tras la reformulación de las divisionales del Top Race en el año 2012, Pacioni pasó a competir en la divisional Series poniendo en pista un Ford Mondeo III y encarando su propio proyecto personal. A pesar de sus esfuerzos, tanto en 2012 como en 2013 desarrolló pocas participaciones, debiendo resignar su presencia por motivos presupuestarios. A pesar de ello, en esta temporada recibió una invitación por parte del equipo SDE Competición para correr en la novel divisional zonal Top Race NOA al comando de un Ford Mondeo II. Tras esta participación, Pacioni comenzó a trabajar junto al equipo SDE como instructor de manejo para aquellos pilotos que quisieran competir en la divisional menor del Top Race.

## Trayectoria deportiva
| Año  | Categoría                            | Automóvil               |
| ---- | ------------------------------------ | ----------------------- |
| 2000 | Debut en TC Pista, 3 carreras        | Ford Falcon             |
| 2001 | TC Pista, 2 carreras                 | Ford Falcon             |
| 2003 | TC Pista, 9 carreras                 | Ford Falcon             |
| 2005 | TC Pista, 6 carreras                 | Ford Falcon             |
| 2006 | TC Pista, 5 carreras                 | Ford Falcon             |
| 2007 | TC Pista, 5 carreras                 | Ford Falcon             |
| 2008 | Debut en Top Race Junior             | Chevrolet Vectra II     |
| 2009 | Top Race Junior                      | Alfa Romeo 156          |
| 2009 | Top Race Junior                      | Chevrolet Vectra II     |
| 2010 | Copa América de Top Race Junior      | Chevrolet Vectra II     |
| 2010 | Torneo Clausura de Top Race Junior   | Chevrolet Vectra II     |
| 2011 | Top Race Junior                      | Chevrolet Vectra II     |
| 2012 | Debut en Top Race Series, 2 carreras | Ford Mondeo III         |
| 2013 | Top Race Series, 6 carreras          | Ford Mondeo III         |
| 2013 | Debut en Top Race NOA, 1 carrera     | Ford Mondeo II          |
| 2013 | Invitado Clase 2 del Turismo Pista   | Fiat Uno                |
| 2014 | Top Race Series, 6 carreras          | Volkswagen Vento Series |
| 2015 | Top Race Series                      | Volkswagen Vento Series |
| 2016 | Top Race Series                      | Volkswagen Vento Series |
| 2016 | Top Race Series                      | Ford Mondeo Series      |
| 2017 | Top Race Series                      | Chevrolet Cruze Series  |
| 2018 | Top Race Series                      | Geely Emgrand Series    |

### Trayectoria en Top Race
| Temporada | Categoría       | Vehículo                | Equipo              | Posición final      |
| --------- | --------------- | ----------------------- | ------------------- | ------------------- |
| 2008      | Top Race Junior | Chevrolet Vectra II     | Vitelli Competición | 20º (23.00 puntos)  |
| 2008      | Top Race Junior | Chevrolet Vectra II     | Budano Competición  | 20º (23.00 puntos)  |
| 2008      | Top Race Junior | Chevrolet Vectra II     | GP Sports           | 20º (23.00 puntos)  |
| 2009      | Top Race Junior | Alfa Romeo 156          | LV Racing           | 7º (85.00 puntos)   |
| 2009      | Top Race Junior | Chevrolet Vectra II     | LV Racing           | 7º (85.00 puntos)   |
| CA 2010   | Top Race Junior | Chevrolet Vectra II     | LV Racing           | 10º (27.00 puntos)  |
| TC 2010   | Top Race Junior | Chevrolet Vectra II     | GP Sports           | 12º (25.00 puntos)  |
| 2011      | Top Race Junior | Chevrolet Vectra II     | GP Sports           | 7º (46.00 puntos)   |
| 2011      | Top Race Junior | Chevrolet Vectra II     | ABH Sport           | 7º (46.00 puntos)   |
| 2012      | Top Race Series | Ford Mondeo III         | GP Sports           | 21º (18.00 puntos)  |
| 2013      | Top Race Series | Ford Mondeo III         | GP Sports           | 23º (12.00 puntos)  |
| 2013      | Top Race NOA    | Ford Mondeo II          | SDE Competición     | 18º (16.00 puntos)  |
| 2014      | Top Race Series | Volkswagen Vento Series | SDE Competición     | 22º (19.00 puntos)  |
| 2015      | Top Race Series | Volkswagen Vento Series | SDE Competición     | 6º (202.00 puntos)  |
| 2016      | Top Race Series | Volkswagen Vento Series | SDE Competición     | 10º (64.00 puntos)  |
| 2016      | Top Race Series | Ford Mondeo Series      | SDE Competición     | 10º (64.00 puntos)  |
| 2017      | Top Race Series | Chevrolet Cruze Series  | SDE Competición     | 5º (132.00 puntos)  |
| 2018      | Top Race Series | Geely Emgrand Series    | Pfening Competición | 4º (111.00 puntos)  |
| 2019      | Top Race Series | Toyota Camry Series     | Pfening Competición | 5.º (133.00 puntos) |

- [4]